# Emilian Mrázek
Emilian Mrázek (13. prosince 1920 Náměšť nad Oslavou – 21. srpna 1943 Biskajský záliv) byl český voják.

## Biografie
Emilian Mrázek se narodil v roce 1920 v Náměšti nad Oslavou, jeho otcem byl přednosta náměšťského železničního nádraží. Později se rodina přestěhovala do Kudlovic. Poté, co Emilian Mrázek vystudoval obecnou školu v Křenovicích a gymnázium Bučovice, nastoupil na strojní inženýrství na technice v Brně. V květnu 1940, po uzavření českých vysokých škol v listopadu 1939, spolu s bratrem Karlem Mrázkem odešel do Budapešti a následně do Bělehradu, kde v květnu 1940 vstoupil do československé armády. Odtud odešel do Arcu v Sýrii, kde se na začátku roku 1941 dostal k letectvu. Později se školil v Palestině a Alexandrii. V témže roce odešel do Velké Británie, kde v červenci roku 1941 vstoupil do RAF, stal se radiotelegrafistou a střelcem. Na podzim roku 1942 vstoupil do 311. československé bombardovací perutě.
Zemřel 21. srpna 1943 při letecké bitvě nad Biskajským zálivem, jeho tělo nebylo nalezeno. Zahynul společně s Jindřichem Breitcetlem, Františkem Fenclem, Jozefem Haladou, Eduardem Pavelkou, Vilémem Jakšem, Michalem Pizúrem a Josefem Felklem.

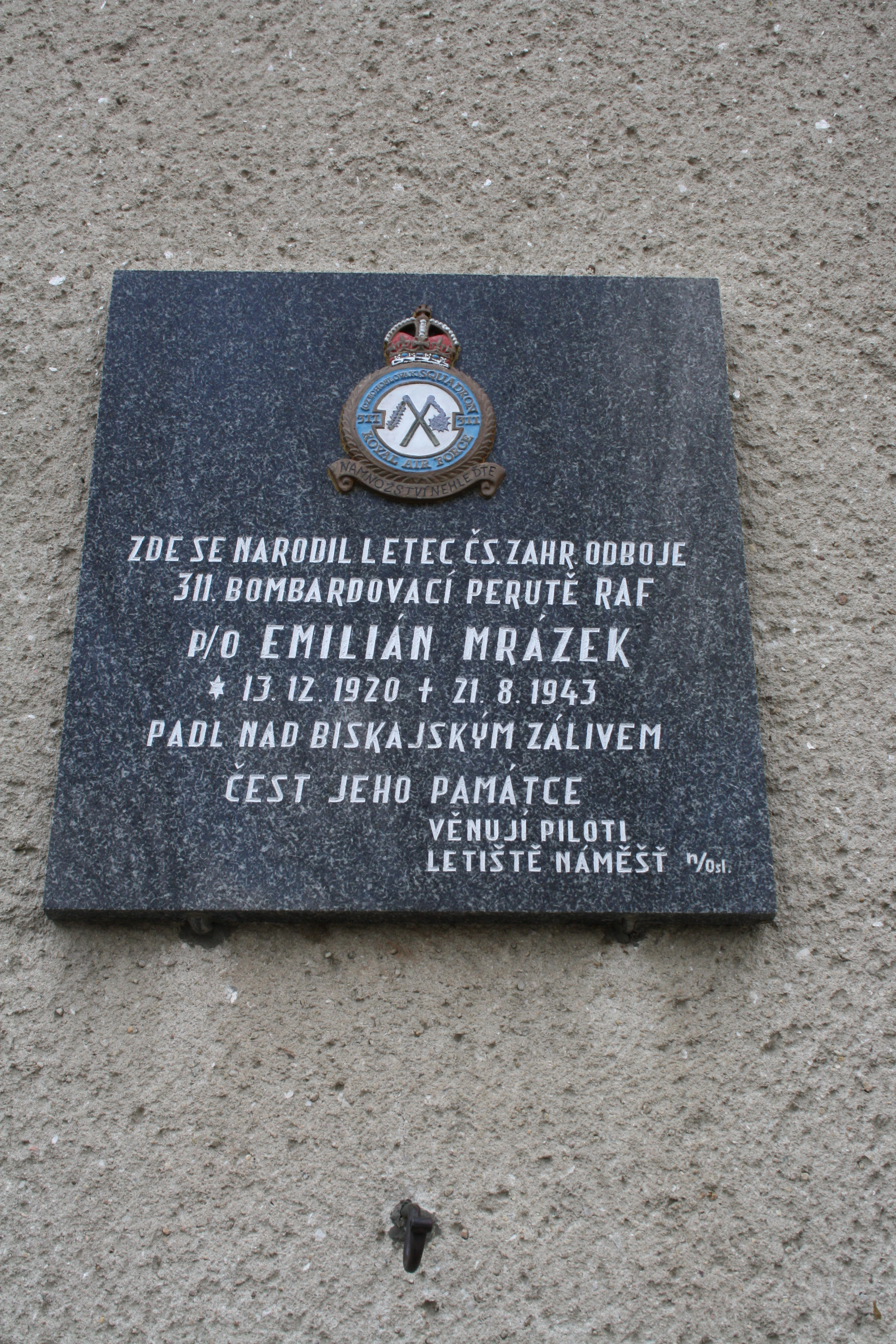
Pamětní deska na budově nádraží v Náměšti nad Oslavou

Jeho jméno je uvedeno na pomníku obětem druhé světové války v Křenovicích, na pamětní desce uvnitř městského úřadu v Náměšti nad Oslavou, na budově železniční stanice Náměšť nad Oslavou, na památníku v Runnymede ve Velké Británii a na pomníku obětem druhé světové válce v Praze 6. Byla vydána kniha o osudu letců, kteří spolu s Emilianem Mrázkem zemřeli v srpnu 1943, její název je Nad Biskajem čeká smrt.